# Carl Zuckmayer-medál

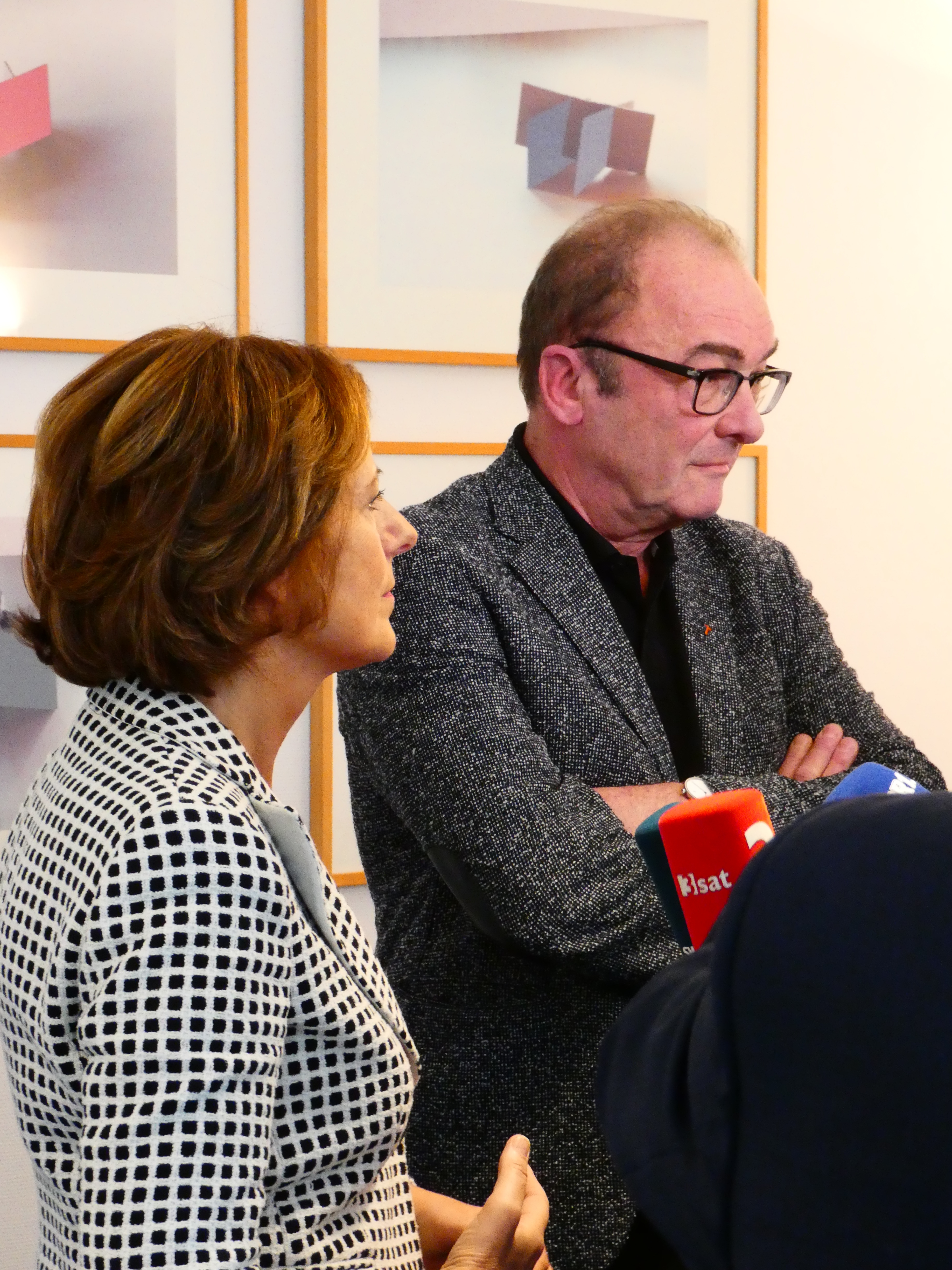
2019: Robert Menasse díjazott és Malu Dreyer miniszterelnök

A Carl Zuckmayer-medál (németül: Carl-Zuckmayer-Medaille) egy irodalmi díj Németországban, melyet a Rajna-vidék-Pfalz szövetségi tartomány adományoz Carl Zuckmayer, német író emlékére. A medál mellé, melyet Otto Kallenbach professzor tervezett, 30 liter Gunderlock régiójából származó Nackenheimer bor is kísér. A díj átadása január 18-án történik, Zuckmayer halálának évfordulóján.

## Díjazottak
- 2024: Matthias Brandt[1]
- 2023: Nino Haratischwili
- 2022: Rafik Schami
- 2021: Nora Gomringer német ajkú svájci költő[2]
- 2020: Maren Kroymann német színész, énekesnő
- 2019: Robert Menasse
- 2018: Yoko Tawada
- 2017; Joachim Meyerhoff
- 2016: Sven Regener[3]
- 2015 :Bruno Ganz[4]
- 2014: Dieter Kühn
- 2013: Doris Dörrie
- 2012: Uwe Timm[5]
- 2011: Hans Werner Kilz[6]
- 2010: Emine Sevgi Özdamar
- 2009: Volker Schlöndorff[7]
- 2008: Bodo Kirchhoff
- 2007: Udo Lindenberg
- 2006: Armin Mueller-Stahl
- 2005: Thomas Brussig
- 2004: Edgar Reitz
- 2003: Monika Maron és Wolf von Lojewski
- 2002: Herta Müller
- 2001: Mirjam Pressler
- 2000: Peter Rühmkorf
- 1999: Eva-Maria Hagen (levelezéséért Wolf Biermann énekes-dalszerzővel.)
- 1998: Harald Weinrich
- 1997: Katharina Thalbach
- 1996: Mario Adorf
- 1995: Grete Weil
- 1994: Fred Oberhauser
- 1993: Hans Sahl
- 1992: Hilde Domin
- 1991: Albrecht Schöne
- 1990: Martin Walser, Adolf Muschg, André Weckmann
- 1989: Hanns Dieter Hüsch
- 1988: Günter Strack
- 1987: Tankred Dorst
- 1986: Dolf Sternberger
- 1985: Ludwig Harig
- 1984: Friedrich Dürrenmatt
- 1982: Georg Hensel
- 1980: Werner Hinz
- 1979: Günther Fleckenstein

## Lásd még
- Német irodalom
- Irodalmi díjak listája